# Henriette Quade

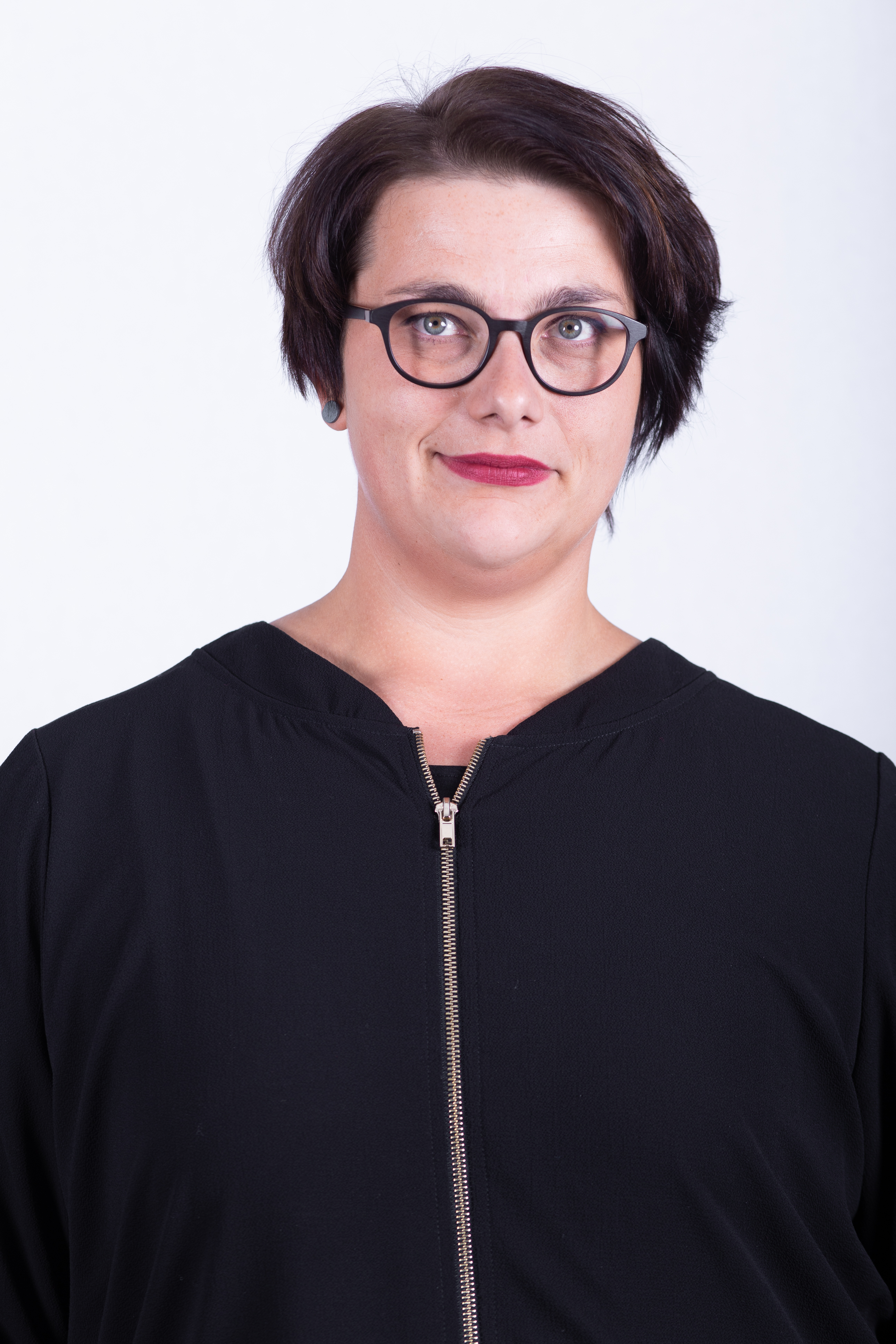
Henriette Quade (2018)

Henriette Quade (* 8. Mai 1984 in Halle (Saale)) ist eine deutsche Politikerin (parteilos, bis 2024 Die Linke) und seit 2011 Mitglied des Landtags von Sachsen-Anhalt.

## Leben
Nach ihrem Abitur begann Quade 2003 ein Studium der germanistischen Literaturwissenschaft, Zeitgeschichte, Wirtschafts- und Sozialgeschichte an der Martin-Luther-Universität Halle-Wittenberg. Sie ist konfessionslos und hat ein Kind. Seit 2014 betreibt sie ein Fernstudium im Bereich Journalistik.
Im Jahr 2000 trat Quade in die PDS ein. Von 2001 bis 2009 war sie stellvertretende Vorsitzende der PDS beziehungsweise der Nachfolgepartei Die Linke in Halle (Saale). Außerdem war sie seit 2003 Mitglied im PDS-Landesvorstand und von 2009 bis 2014 stellvertretende Landesvorsitzende der Linken in Sachsen-Anhalt.
Quade war Mitglied der 12. Bundesversammlung. Seit 2011 sitzt sie im Landtag von Sachsen-Anhalt. (6., 7. und 8. Wahlperiode). Ab 2016 war Quade innenpolitische Sprecherin, Sprecherin für Migration und Asylpolitik sowie Strategien gegen Rechts der Landtagsfraktion, zudem ordentliches Mitglied im Innenausschuss und im Ausschuss für Recht, Verfassung und Gleichstellung sowie stellvertretende Fraktionsvorsitzende. Seit 2021 ist Quade ordentliches Mitglied des Innen- und Sportausschusses, des Rechtsausschusses und des Wahlprüfungsausschusses. Am 21. Oktober 2024 gab Quade ihren Austritt aus der Partei bekannt. Sie begründete dies mit dem Umgang der Partei mit Antisemitismus während des Krieges in Israel und Gaza und einem „unerträglichen Antisemitismus in den eigenen Reihen“. Das Landtagsmandat will sie als fraktions- und parteiloses Mitglied behalten.

## Politische Ansichten
Quade engagiert sich neben ihrer Abgeordnetentätigkeit in Kampagnen zur Aufklärung über Rechtsextremismus und kämpft insbesondere im Todesfall Oury Jalloh um Aufklärung. Sie forderte zum 15. Todestag Jallohs eine erneute Aufarbeitung des Falls durch die Einsetzung eines parlamentarischen Untersuchungsausschusses. Weiterhin warf Quade der CDU vor, dass diese ein Rechtsextremismus-Problem habe und bezog sich dabei auf CDU-nahe Strukturen wie die Werteunion und den Berliner Kreis in der Union. Weiterhin kritisiert sie, dass die CDU sich mit ihren Positionspapieren immer weiter nach rechts öffne.
Der Polizei Sachsen-Anhalt attestiert Quade institutionellen Rassismus und Antisemitismus und fordert die Einrichtung einer Beschwerdestelle.

## Ehrenamt
Quade ist Mitbegründerin des Bündnisses „Halle gegen Rechts – Bündnis für Zivilcourage“ und arbeitet in weiteren außerparlamentarischen Bündnissen und Initiativen gegen Rechts. Sie ist Beisitzerin im Vorstand von „Miteinander e. V. – Netzwerk für Demokratie und Weltoffenheit in Sachsen-Anhalt“.